# Гутай
Гута́й (рос. Гутай) — село у складі Красночикойського району Забайкальського краю, Росія. Входить до складу Альбітуйського сільського поселення.

## Населення
Населення — 88 осіб (2010; 154 у 2002).
Національний склад (станом на 2002 рік):
- росіяни — 99 %